# Orquestra Filarmônica de Rochester
A Orquestra Filarmônica de Rochester é uma orquestra estadunidense baseada em Rochester, Nova Iorque. Foi fundada em 1922 pelo industrial e amante de música George Eastman. A orquestra apresenta cento e quarenta concertos anualmente e é dirigida por Christopher Seaman. O principal maestro em obras de música popular é Jeff Tyzik.
A orquestra tem feito extensas turnês e muitas gravações.

## Diretores Musicais
- 1923-1931 Eugène Goossens
- 1923-1925 Albert Coates
- 1936-1944 José Iturbi
- 1947-1955 Erich Leinsdorf
- 1959-1963 Theodore Bloomfield
- 1964-1968 László Somogyi
- 1968-1970 Walter Hendl
- 1970-1971 Samuel Jones
- 1974-1985 David Zinman
- 1985-1988 Jerzy Semkow
- 1989-1994 Mark Elder
- 1994-1998 Robert Bernhardt
- 1998-presente Christopher Seaman